# توماس لنکستر، دوک کلارنس
توماس لنکستر، دوک کلارنس (انگلیسی: Thomas of Lancaster, Duke of Clarence; autumn 1387 – ۲۲ مارس ۱۴۲۱ (aged 33)) پرسنل نظامی اهل پادشاهی انگلستان بود. وی همچنین مفتخر به کسب نشان بند جوراب شده است.